# Razzimodellismo
Il razzimodellismo è una specialità del modellismo che, per definizione, si occupa della realizzazione di modelli volanti di vettori spaziali, razzi, missili, riproduzioni del vero o di fantasia fatti con materiali leggeri (balsa, cartone, plastica, etc.) e non metallici, senza utilizzo di propulsori fatti in casa e con sistema di recupero che permetta loro di volare infinite volte.
Questo hobby è stato inventato negli Stati Uniti sul finire degli anni cinquanta da G .Harry Stine ed Orville Carlisle per porre fine alla lunga serie di incidenti causati dalla realizzazione casalinga di propulsori.
L'utilizzo di motori reperibili in commercio, innocui e sicuri, realizzati unicamente per questo scopo da aziende specializzate ha permesso agli appassionati di dedicarsi a questa attività in totale sicurezza.
I modellini spaziali possono raggiungere altezze che variano da 50 a 300 metri (modelli piccoli e medi) fino ad oltre 1.000 metri (modelli grandi o High Power), talvolta con carichi utili come altimetri o sistemi di videoripresa. L'attuale reperibilità di componenti e dispositivi elettronici a basso costo e miniaturizzati ha reso possibile la realizzazione di carichi utili per riprese video, fotografiche e di piccoli strumenti elettronici.
Il recupero del modello e dell'eventuale carico avviene tramite un paracadute o altro sistema di rallentamento, generalmente estratto dal corpo del missile tramite l'espulsione dell'ogiva per l'azione di un meccanismo compreso nel motore che si attiva al termine della fase di spinta e del volo per inerzia.
L'attività di razzimodellismo è regolamentata dal Codice di Sicurezza studiato dalle associazioni statunitensi ed adottato successivamente da ogni Paese del mondo. Inoltre il razzimodellismo è un'attività sportiva riconosciuta e regolamentata a livello internazionale dalla Fédération Aéronautique Internationale (FAI), ed in Italia dall'AeCI e, per suo tramite, dal CONI.
Il razzimodellismo può essere classificato in tre categorie:
- Low Power (bassa potenza): modellini piccoli che si possono lanciare spesso e raggiungono quote basse;
- Mid Power (media potenza): modelli medio-grandi spinti da motori più potenti che raggiungono quote medie;
- High Power (HPR) (alta potenza): modelli di grandi dimensioni che vengono lanciati con motori di grande potenza e raggiungono quote elevate, per lanciarli è necessaria una certificazione.

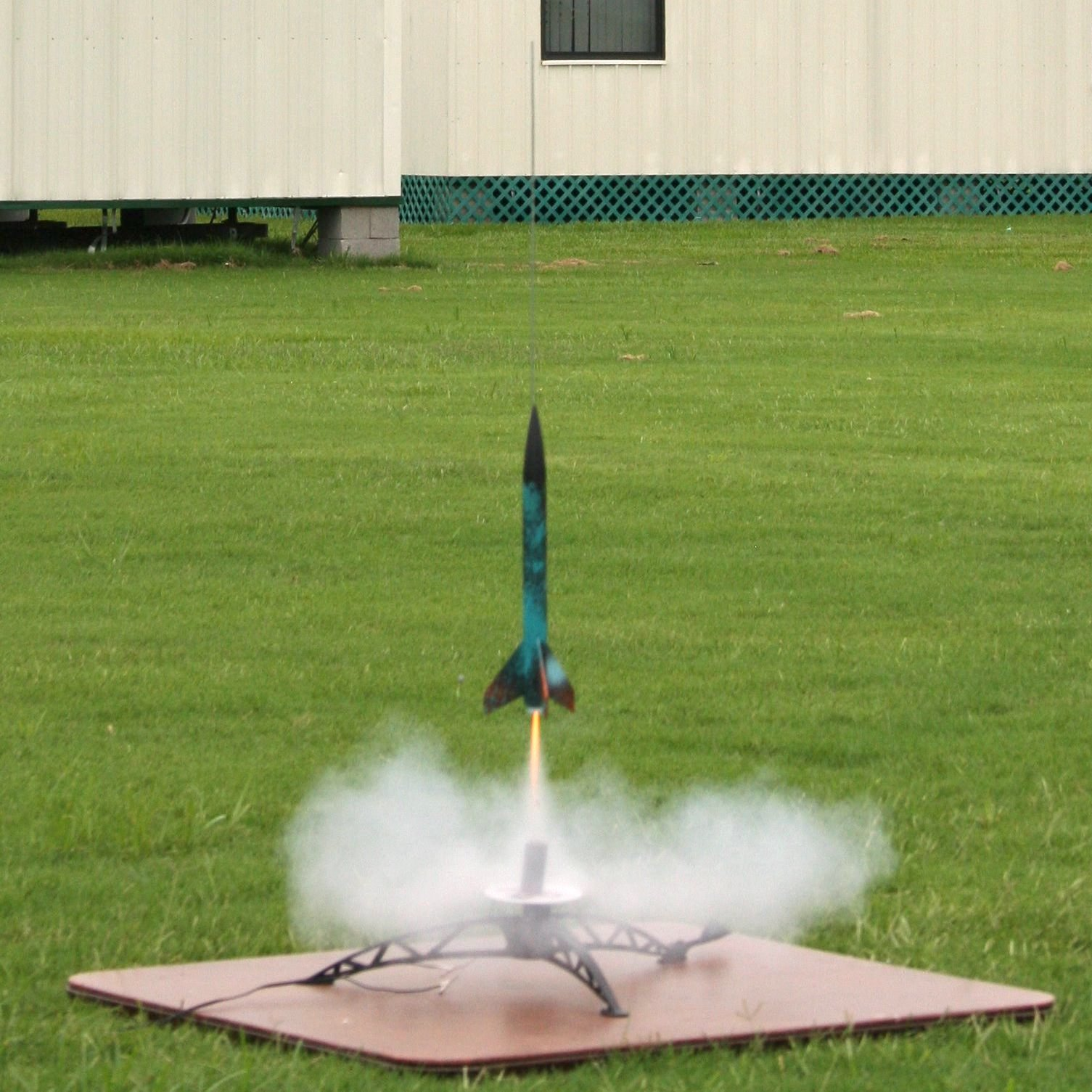
Un modello in fase di lancio

## Costruzione
I modelli spaziali possono essere costruiti a partire da una scatola di montaggio disponibile in commercio, o su progetto personale utilizzando i materiali adatti in vendita per questo scopo. Il motore è invece sempre acquistato e mai realizzato in casa.
La struttura fondamentale di un modello spaziale è la stessa per modelli di ogni dimensione:
- Ogiva - È la parte anteriore del razzo, quella che di solito si separa, tramite la carica di espulsione, per permettere l'estrazione del paracadute. Ha una forma aerodinamica che può essere semiellittica, conica, a cono stondato, a parabola, parabola + cono, multiconica o più raramente a semisfera. È realizzata in plastica o legno di balsa.
- Corpo o fusoliera - Normalmente cilindrico e realizzato con tubi di cartone speciale, tipo Kraft leggero e robusto, oppure impregnato in resina fenolica, o in plastiche speciali.
- Stabilizzatori (o pinne) - Realizzati in legno o in fibra di vetro. Normalmente in numero di tre o quattro, servono per la stabilizzazione aerodinamica del modello.
- Supporto motore - È un tubo di diametro inferiore inserito nel corpo del modello. Il suo diametro interno è pari al diametro del motore ed è dotato di un sistema per fissare quest'ultimo con la possibilità di poterlo rimuovere.

## Propulsione
I motori per modelli spaziali sono classificati in base alle loro caratteristiche secondo un codice studiato negli anni '60 dalla National Association of Rocketry e da allora adottato da tutti i fabbricanti statunitensi. Il codice è composto da una lettera (A, B, C, etc.) che indica la classe di impulso, un numero che indica la spinta media in Newton e un secondo numero che indica i secondi che passano tra la fine della fase di spinta e l'attivazione dell'espulsione del paracadute.
I motori per modelli spaziali sono sostanzialmente di due tipi: ad uso singolo e ricaricabili.
I primi si utilizzano una volta sola e si gettano dopo l'uso essendo diventati inservibili. I secondi si ricaricano con il propellente contenuto in kit di ricarica realizzati appositamente. Questi kit non contengono materiali pericolosi da mescolare ma solo blocchi di propellente inerte ed altre parti meccaniche necessarie alla ricarica.

## Lancio
Il volo di questi modelli richiede spazi generalmente abbastanza estesi, anche se i modelli più piccoli possono essere lanciati in prati e campi facilmente disponibili. Per il lancio di qualunque modello spaziale di ogni dimensione è obbligatoria una rampa di lancio, ovvero una guida rigida che accompagni il modello nella fase iniziale del volo (generalmente un metro di lunghezza per modelli di dimensioni piccole e medie), ed un comando di lancio elettrico che permetta di restare a distanza di sicurezza e sia dotato di una chiave di sicurezza per impedire l'accensione involontaria.

## Associazioni
Due grandi associazioni statunitensi riuniscono la maggior parte degli appassionati di razzimodellismo nel mondo, Rocketry Association e National Rocketry Association, e stilano i regolamenti. I loro soci sono in stragrande maggioranza statunitensi ma la prima ha un discreto numero di soci anche in Canada, Europa, Australia, Nuova Zelanda e Sudafrica.
In Italia l'unica associazione organizzata ed in attività è ACME Italia alla quale sono associati molti modellisti italiani e la maggioranza degli appassionati italiani in attività.
Esistono anche alcuni piccoli gruppi non regolarmente costituiti con attività sporadiche.
ACME Italia è una associazione registrata ed affiliata allo CSEN e al CONI, ed è la rappresentante italiana della associazione statunitense Tripoli Rocketry Association, e da essa delegata al rilascio delle Certificazioni HPR (licenze per l'uso di modelli di grandi dimensioni).
ACME Italia si occupa della diffusione dell'hobby e delle informazioni su di esso, organizza incontri di lancio mensili sul proprio campo, mette a disposizione dei soci un campo attrezzato ed autorizzato, fornisce supporto assicurativo dedicato e organizza il meeting nazionale MIR che si tiene una volta l'anno, di solito in luglio.

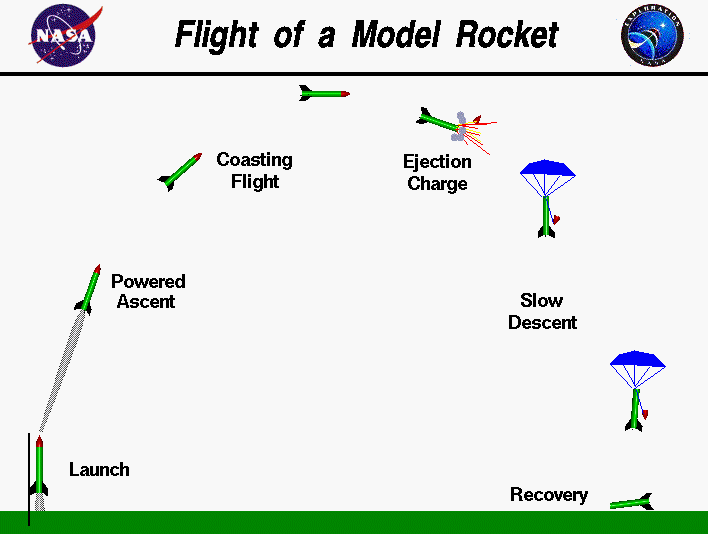
Fasi dal lancio al recupero

## Gare
Il razzimodellismo è inquadrato all'interno del modellismo aereo dalla FAI - Federazione Aeronautica Internazionale, che organizza le gare internazionali aventi valore ufficiale.
La FAI classifica i modelli spaziali nella categoria S - Space Models e li suddivide in classi con riferimento al tipo di gara che può essere di altezza, di durata, di riproduzioni in scala, etc. Maggiori informazioni sono disponibili sul sito FAI.
Tra le sue attività ACME include anche l'organizzazione di semplici gare studiate per facilitare la partecipazione anche ai meno esperti, grazie a regole semplici che permettono a chiunque di gareggiare anche con modelli in scatola di montaggio.

## Campioni Italiani
Antonio Mazzaracchio